# Lander County
Lander County ist ein County im Bundesstaat Nevada der Vereinigten Staaten. Der Verwaltungssitz (County Seat) ist Battle Mountain.

## Geographie
Das County liegt im Zentrum von Nevada. Seine Fläche beträgt 14.295 Quadratkilometer, wovon 67 Quadratkilometer Wasserfläche sind. Es grenzt im Uhrzeigersinn an folgende Countys: Elko County, Eureka County,  Nye County, Churchill County, Pershing County und Humboldt County.

## Geschichte
Lander County war eines der neun Gründungscountys von 1861. Benannt wurde das County nach Frederick W. Lander, dem Chefingenieur einer Siedlerroute. Der erste County Seat war Jacob’s Spring. Dieser wurde jedoch schon zwei Jahre später, 1863, nach Austin verschoben und 1979 nach Battle Mountain.
13 Bauwerke und Stätten des Countys sind im National Register of Historic Places eingetragen (Stand 14. Februar 2018).

## Demografische Daten

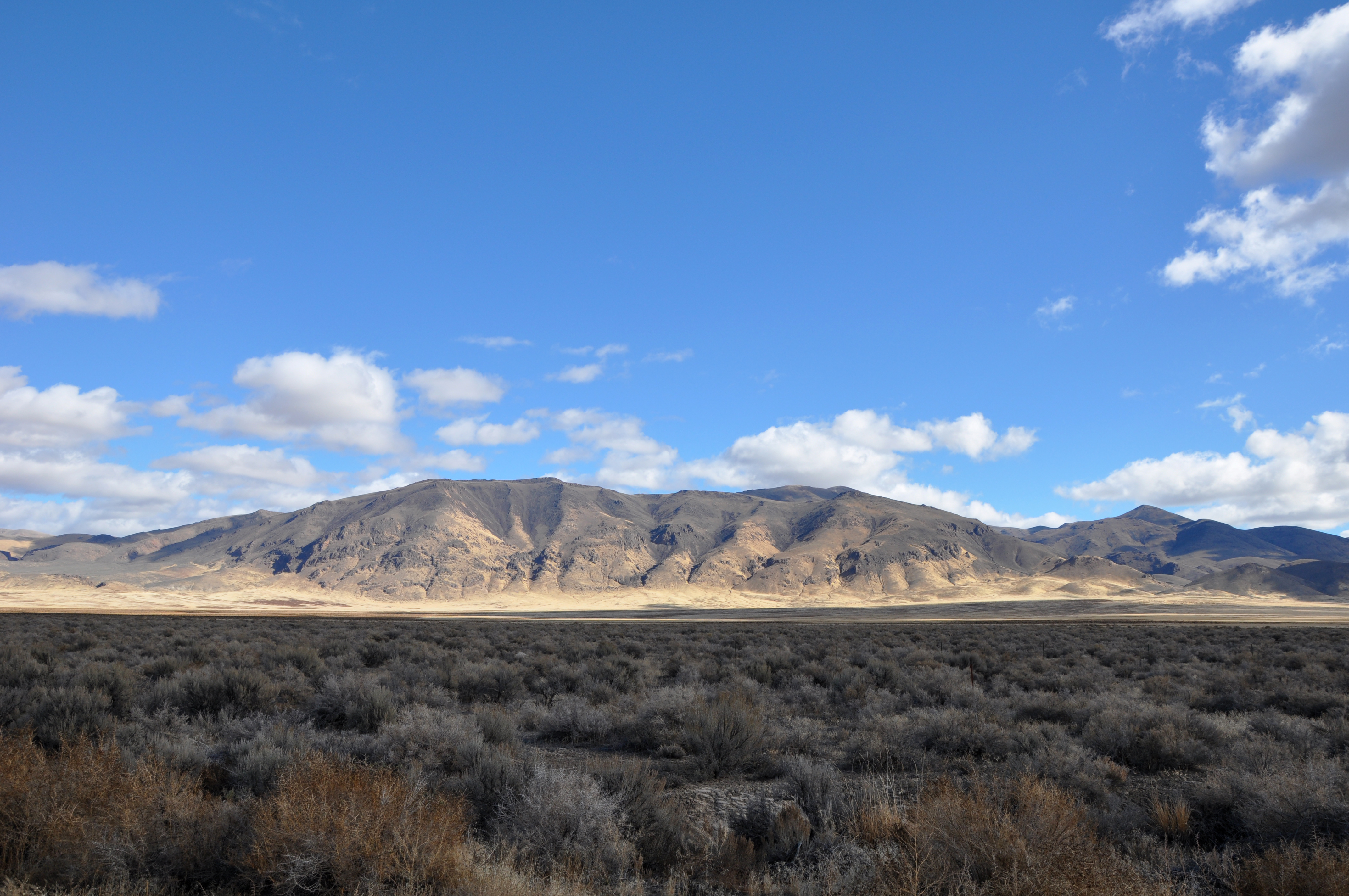
Die Shoshone Range

Nach der Volkszählung im Jahr 2000 lebten im County 5794 Menschen. Es gab 2093 Haushalte und 1523 Familien. Die Bevölkerungsdichte betrug weniger als 1 Einwohner pro Quadratkilometer. Ethnisch betrachtet setzte sich die Bevölkerung zusammen aus 84,41 % Weißen, 0,21 % Afroamerikanern, 3,99 % amerikanischen Ureinwohnern, 0,35 % Asiaten, 0,03 % Bewohnern aus dem pazifischen Inselraum und 8,66 % aus anderen ethnischen Gruppen; 2,35 % stammten von zwei oder mehr ethnischen Gruppen ab. 18,52 % Prozent der Bevölkerung waren spanischer oder lateinamerikanischer Abstammung.
Von den 2093 Haushalten hatten 39,70 % Kinder und Jugendliche unter 18 Jahre, die bei ihnen lebten. 59,70 % waren verheiratete, zusammenlebende Paare, 8,10 % waren allein erziehende Mütter. 27,20 % waren keine Familien. 22,30 % waren Singlehaushalte und in 5,00 % lebten Menschen im Alter von 65 Jahren oder darüber. Die Durchschnittshaushaltsgröße betrug 2,73 und die durchschnittliche Familiengröße lag bei 3,23 Personen.
Auf das gesamte County bezogen setzte sich die Bevölkerung zusammen aus 32,20 % Einwohnern unter 18 Jahren, 6,80 % zwischen 18 und 24 Jahren, 29,00 % zwischen 25 und 44 Jahren, 25,00 % zwischen 45 und 64 Jahren und 7,00 % waren 65 Jahre alt oder darüber. Das Durchschnittsalter betrug 34 Jahre. Auf 100 weibliche Personen kamen 105,50 männliche Personen, auf 100 Frauen im Alter ab 18 Jahren kamen statistisch 105,50 Männer.
Das jährliche Durchschnittseinkommen eines Haushalts betrug 46.067 USD, das Durchschnittseinkommen der Familien betrug 51.538 USD. Männer hatten ein Durchschnittseinkommen von 45.375 USD, Frauen 22.197 USD. Das Prokopfeinkommen betrug 16.998 USD. 12,50 % der Bevölkerung und 8,60 % der Familien lebten unterhalb der Armutsgrenze. 13,50 % davon waren unter 18 Jahre und 12,90 % waren 65 Jahre oder älter.

## Orte im County
- Argenta
- Austin
- Bannock
- Battle Mountain
- Buckingham Camp
- Copper Basin
- Cortez
- Dewitt Mill
- Gold Acres
- Gold Quartz
- Hilltop
- Jenkins
- Kampos
- Kingston
- McCoy
- Mosel
- Mount Airy
- Petersons Mill
- Piute
- Rennox
- Rosny
- Tenabo
- Yankee Blade

## Prostitution
Das County ist eines der zehn Countys Nevadas, in denen Prostitution und die Errichtung von Bordellen zulässig ist.